# 自由の森学園中学校・高等学校
自由の森学園中学校・高等学校（じゆうのもりがくえんちゅうがっこう・こうとうがっこう）は、埼玉県飯能市にある私立中学校・高校。

## 特色
- テストによる点数や成績による序列化が一元的な尺度となり、「全ての生徒が人間らしい人間として成長を促すことを目指す教育」を妨げるという考えのため、定期テストなどを基本的に実施しない。
- 自立した自由へのはっきりした意志を育てることを、教育の基本としている。
- 前期後期制をとり、各教科の評価は自己評価と、それに対する教科担任からのコメントからなる評価表となり（一般の通知表に替わるものである）、9教科ないし10教科の分厚いファイルとなる。
- すべての行事は、生徒による実行委員会と、教員による実行委員会の協議によって行われる。
- 1年に1度、秋に公開教育研究会を開き授業を公開し、検討会を開催している。
  - テーマ別分科会や教科別分科会等で、研究内容の発表検討を行っている。
  - 参加者は、生徒・教師・一般参加者と多くの立場から意見を交換できる場となっている。
- 約150人を収容できる寮があり、地方からの入学者も受け入れられるようになっている。
  - 寮生に三食の食事を提供するため、また通学生の昼食のために食堂がある。開校時から「自由の森学園食生活部」と称している。産地のはっきりしたできるだけ安全な食材を用い、メニューは伝統食・定食・麺類・カレーなどから選べるようになっている。
- 制服・校歌・校章・生徒手帳がない（ただし学生証は存在する）。管理教育とは正反対の考えである。
- 23歳で入学した例もあるなど、年齢主義にとらわれず、生徒の年齢はさまざまである。過年度生も受け入れている。
- 自由選択授業の一つにサンバ講座がある。元々は学年ワークの時間にパーカッションニストを招いての出張講義が始まりである[1]。その後、歌うのが苦手、楽譜も読めなくても楽しめる音楽の授業として発展し自由選択授業として始まったものである[2]。
  - 受講生を中心に1998年に結成されたサンバチームは地元のパレードの際に「自由の森学園サンバ音楽隊」と命名された。2000年夏には高校生チームとして初めて浅草サンバカーニバルに出場した。初出場当時はダンサーもいない小規模なものであったが、OBOGが増えるにつれ規模を拡大し以後毎年出場している。2013年には浅草サンバカーニバルS2リーグで優勝し、トップリーグであるS1リーグ昇格を果たした。S1リーグでは優勝はないものの特別賞などを受賞するなどしている。2024年度をもって指導教員の定年退職の兼ね合いもあり「自由の森サンバ音楽隊」の活動終了が発表された[2]。2024年の第３９回浅草サンバカーニバルでは２４年間の活動を『私たちのサンバVerde e Laranjaは永遠に』と言うテーマにし、サンバエンヘードを作成して出場、S1リーグ4位、審査委員長選出によるアサヒビール特別賞を受賞した[3]
    - 卒業生の中には、ブラジルのリオデジャネイロで行われるカーニバルに、パシスタとして出場した例もある[4]。

## 沿革
- 1983年（昭和58年） - 自由の森学園を支える会を設立。この会費を学校法人設立基金の一部とする。自由の森学園設立準備委員会を組織、法人設立に向けて運動開始。
- 1985年（昭和60年） - 2月 学校法人自由の森学園として、埼玉県知事畑和による設立認可。
- 1985年（昭和60年） - 2月 浦和市(現:さいたま市浦和区)のときわ会館にて、第一回入学試験を実施
- 1985年（昭和60年） - 4月 自由の森学園中学校・高等学校を開校。
- 1985年（昭和60年） - 4月7日 新校舎にて、自由の森学園開校式を行う。
- 1985年（昭和60年） - 4月10日 体育館・講堂未完成のため、飯能市民会館大ホールにおいて、第一回自由の森学園中学校・高等学校入学式を行う。
- 1988年（昭和63年） - 3月13日 第一回自由の森学園高等学校卒業式
- 2007年（平成19年） - 第二十回自由の森学園高等学校卒業式実施。自由の森学園高校卒業生が5,000人を突破した。

## 行事
入学式
- 中学と高校は別日に行われる。

学園祭
- 毎年秋に開催される（名称は各年の実行委員会により決定される・2008年度は表現祭）。
- 例年2日間にわたって開催される。

体育祭
- 毎年6月に開催される（名称は各年の実行委員会により決定される）。

音楽祭
- 毎年12月に開催される。
- 有志団体の合唱合奏や各クラス・各学年の合唱が行われる。
- 学年合唱曲を除いて自由曲のため、J-POPから洋楽まで楽曲の幅が広いのが特徴。
- 近年は、CDやDVDが校内で頒布されることもある。

学習発表会
- 年度末の日程のため、平日開催が多い。
- 展示、舞台発表を軸に、高校生なら自由の森学園高校3年間の学びを発表する。
- 最終日は、自由の森学園の特色の一つである合唱の発表となる。

中学修学旅行
- 例年7月に沖縄へ修学旅行へ行っている。
- 生徒が自ら企画し、コースを立てている

卒業式
- 名称はその時々で、自由の森学園卒業を祝う会、入学を祝う会などと称されるが、内容はほとんど不変である。中学と高校は別日に行われる。自由の森学園高校卒業生は一人一人名前を呼ばれ、卒業証書を受け取る。卒業生の言葉、在校生の言葉、在校生の合唱、卒業生の合唱、全員の合唱を含めて、およそ午後1時から午後6時までかかる、最長の卒業式である。

## 主な部活動
中学校や高校では珍しく、サンバやスケボーのクラブ活動が存在している。
- サッカー
- バスケットボール
- 陸上競技
- 中国舞踊
- 郷土芸能
- 民族舞踊
- バドミントン
- カバディ
- ダンス部
- 軽音楽
- 演劇
- 写真
- 文芸
- 人力飛行機
- 文画部
- 鉄道研究部
- 犬猫サークル
- 生物
- ガラス細工
- 将棋サークル
- 映画
- 田んぼ
- 手品
- 時代劇サークル
- サンバサークル
- オカルトサークル
- ゲーム作成サークル
- 紙風船サークル
- 発声サークル
- はんこサークル
- 現代技術研究サークル
- 旅サークル

## 最寄り駅
以下の駅よりスクールバスを運行している。
- 東飯能駅
- 飯能駅経由小作駅
- 高麗川駅経由狭山市駅

## 著名な卒業生
- 北村治（大学講師　国際政治学）
- 鳥山雅代（シュタイナー学校教師、オイリュトミスト、翻訳家）
- 安澤千草（女優）
- 片岡大志（シンガーソングライター）
- 河野圭（編曲家）
- 芝原チヤコ（声優）
- 山本謙治（農産物流通コンサルタント）
- 吉岡秀隆（俳優、ミュージシャン）
- 日暮愛葉（ミュージシャン）
- 鈴木朋（歌手）
- 辻川幸一郎（映像作家）
- 広江礼威（漫画家）
- 荒井伝太（シンガーソングライター）
- 梶原阿貴（脚本家、俳優）
- 小池倫太郎（マンガ原作者）
- 曽我大穂（CINEMA dub MONKS）
- 宮島依里（声優、俳優）
- 石原安野（地球物理学者）
- 佐藤綾（俳優）
- 千賀愛（准教授　教育学）
- 土屋秋恆（画家）
- 永積タカシ（SUPER BUTTER DOG、ハナレグミ）
- 比佐廉（東京スウィカ主レンアカデミー催）
- 染谷西郷 （FUNKIST）
- 伊藤大地（SAKEROCK、グッドラックヘイワ、Good Dog Happy Men、サンフジンズ）
- 内田武瑠（BURGER NUDS、Good Dog Happy Men、ショピン）
- 門田匡陽 (BURGER NUDS、Good Dog Happy Men)
- 野村卓史（SAKEROCK、グッドラックヘイワ）
- 比佐一平（俳優）
- 丸山潤（BURGER NUDS）
- AKIYA（Kagrra,、九印）
- 田中馨（SAKEROCK、ショピン）
- 星野源（音楽家、俳優、文筆家、SAKEROCK）
- 浜野謙太（ミュージシャン、俳優、SAKEROCK、在日ファンク）
- 前島賢（批評家、ライター）
- 松本野々歩（ショピン、チリンとドロン）
- ユージ（俳優）
- 猫砂一平（作家）
- MIHO BROWN（ダンサー）
- 八雲美佳（元宝塚歌劇団）